# 세트파
세트파(Sethians) 또는 세트주의(Sethianism)는 고대의 영지주의 종파 중의 하나이다. 세트파의 시작 연대는 기독교보다도 이전이라고 추정되며, 지중해를 통해 후대의 영지주의 파벌인 바실리데스주의와 발렌티누스주의에도 영향을 미쳤다. 세트파의 교의의 주된 토대는 유대교에 있었으나, 분명히 플라톤주의의 영향을 강하게 받은 것으로 보인다.
세트파라는 명칭이 사용된 이유는 이들이 성경에서 아담과 이브의 셋째 아들이었던 셋(Seth)을 중요시하고 높이 존경하였기 때문이다. 세트파의 창조 신화에서 셋은 신의 화신으로 묘사되고 있다. 이에 따른 논리적 귀결로서, 세트파는 셋의 (영적) 후손들은 인간 사회 내에서, 영적으로 우수한, 신에 의해 선택된 집단, 즉 천명(天命)을 받은 집단을 이룬다고 여겼다.

## 세트파의 문헌
- 비기독교 문헌
  - 아담 계시록(Apocalypse of Adam)

- 기독교 문헌
  - 요한의 비밀 가르침(Apocryphon of John)
  - 노레아의 생각(Thought of Norea)
  - 트리모르픽 프로테노이아(Trimorphic Protennoia)
  - 콥트어 이집트 복음서(Coptic Gospel of the Egyptians)
  - 유다 복음서(Gospel of Judas)

- 후대의 문헌 (플라톤주의의 영향을 받음)
  - 조스트리아노스(Zostrianos)
  - 세트의 세 석주(Three Steles of Seth)
  - 마르세네스(Marsenes)
  - 알로게네스(Allogenes)

## 같이 보기
- 영지주의 교파 목록
- 발렌티누스파

## 참고 문헌
- 《Studies in Neoplatonism: Ancient and Modern, Volume 6》, Wallis & Bregman (Editors), SUNY Press, (1991), Chapter: "Negative Theology in Gnosticism and Neoplatonism" by Curtis L. Hancock p. 167 ISBN 0-7914-1337-3
- 《Gnosticism and Platonism: The Platonizing Sethian texts from Nag Hammadi in their Relation to Later Platonic Literature》, John D Turner, ISBN 0-7914-1338-1.